# 特鲁布切夫斯克区
特鲁布切夫斯克区（俄语：Трубчевский район）是俄罗斯联邦布良斯克州下辖的一个区，其行政中心为特鲁布切夫斯克。据2016年统计，该区的人口为34981人。